# Gérard de Tintori
Gérard de Tintori, né à Monza (Italie, mais né sous la domination du Saint-Empire romain germanique) en 1134 et mort le 6 juin 1207, est un religieux catholique italien et Saint patron de Monza.